# Mistrovství světa juniorů v ledním hokeji 2022
Mistrovství světa juniorů v ledním hokeji 2022 - 46. mistrovství světa juniorů v ledním hokeji v pořadí a 15., které hostila Kanada. Mistrovství se konalo v Kanadě ve městech Edmonton a Red Deer.
Původní turnaj začal 26. 12. 2021 a skončil předčasně 29. 12. 2021 z důvodu pandemie covidu-19 (postupně se objevila nákaza v týmech USA, Česka a Ruska).
30. prosince prezident IIHF Luc Tardif naznačil, že by se pokračování šampionátu mohlo uspořádat v létě po MS v ledním hokeji 2022.
18. února 2022 IIHF potvrdila, že šampionát juniorů bude pokračovat v polovině srpna (9. srpna - 20. srpna 2022)

## Soupisky
| Skupina A | Soupiska | Skupina B | Soupiska |
| --------- | -------- | --------- | -------- |
| Finsko    | Zde      | Německo   | Zde      |
| Česko     | Zde      | Švýcarsko | Zde      |
| Slovensko | Zde      | USA       | Zde      |
| Kanada    | Zde      | Švédsko   | Zde      |
| Lotyšsko  | Zde      | Rakousko  | Zde      |

- Rusko se nezúčastní MSJ kvůli IIHF
- Lotyšsko "nahradí" Rusko.

## Výsledky

### Skupina A
Tabulka
| Poř. | Tým       | Z | V | VP | PP | P | VG | OG | B  |
| ---- | --------- | - | - | -- | -- | - | -- | -- | -- |
| 1.   | Kanada    | 4 | 4 | 0  | 0  | 0 | 27 | 7  | 12 |
| 2.   | Finsko    | 4 | 2 | 1  | 0  | 1 | 22 | 13 | 8  |
| 3.   | Lotyšsko  | 4 | 1 | 0  | 1  | 2 | 10 | 16 | 4  |
| 4.   | Česko     | 4 | 1 | 0  | 1  | 2 | 11 | 18 | 4  |
| 5.   | Slovensko | 4 | 0 | 1  | 0  | 3 | 11 | 27 | 2  |

Zápasy skupiny A
| 9. srpna 2022 20:00 | Česko | 5:4 (0:2, 3:0, 2:2) | Slovensko | Rogers Place, Edmonton Návštěvnost: 430 |  |

| Report | |                                     | |                                                                            |
| Jan Bednář | Jan Bednář | Brankáři                            | Šimon Latkóczy | Rozhodčí: Robert Hennessey Christoffer Holm Čároví: Eric Cattaneo John Rey |
| 22:22' Martin Ryšavý (David Jiříček, Matouš Menšík) 33:21' Michal Gut (Jan Myšák, Jiří Kulich) 37:35' Matyáš Šapovaliv (Adam Měchura, Tomáš Urban) 47:56' Jan Myšák (Michal Gut) 58:10' Gabriel Szturc (David Špaček) | 22:22' Martin Ryšavý (David Jiříček, Matouš Menšík) 33:21' Michal Gut (Jan Myšák, Jiří Kulich) 37:35' Matyáš Šapovaliv (Adam Měchura, Tomáš Urban) 47:56' Jan Myšák (Michal Gut) 58:10' Gabriel Szturc (David Špaček) | 0:1 0:2 1:2 2:2 3:2 4:2 4:3 4:4 5:4 | 03:20' Servác Petrovský (bez asistence) 05:57' Matej Kašlík (Oleksiy Myklukha, Rayen Petrovický) 53:56'(PP1) Rayen Petrovický (Dalibor Dvorský) 56:48'(PP2) Matej Kašlík (Servác Petrovský) | Rozhodčí: Robert Hennessey Christoffer Holm Čároví: Eric Cattaneo John Rey |
| 10 min | 10 min | Tresty                              | 8 min | Rozhodčí: Robert Hennessey Christoffer Holm Čároví: Eric Cattaneo John Rey |
| 52 | 52 | Střely                              | 29 | Rozhodčí: Robert Hennessey Christoffer Holm Čároví: Eric Cattaneo John Rey |

| 10. srpna 2022 0:00 | Lotyšsko | 1:6 (0:2, 0:2, 1:2) | Finsko | Rogers Place, Edmonton Návštěvnost: 376 |  |

| Report                                                       |                                                              |                             | |                                                                    |
| Bruno Bruveris                                               | Bruno Bruveris                                               | Brankáři                    | Leevi Merilainen | Rozhodčí: Adam Bloski Sirko Hunnius Čároví: Niko Jusi Shawn Oliver |
| 41:28'(PP1) Klavs Veinbergs (Bogdans Hodass, Girts Silkalns) | 41:28'(PP1) Klavs Veinbergs (Bogdans Hodass, Girts Silkalns) | 0:1 0:2 0:3 0:4 1:4 1:5 1:6 | 08:54' Joakim Kemell (Aatu Raty, Roni Hirvonen) 11:29' Joakim Kemell (Roni Hirvonen) 21:52'(PP1) Brad Lambert (Roby ) Jarventie, Aleksi Heimosalmi) 38:01'(PP1) Roni Hirvonen (Aatu Raty, Kasper Simontaival) 55:39' Aatu Raty (Joakim Kemell, Aleksi Heimosalmi) 58:40' Kasper Puutio (Joakim Kemell, Aatu Raty) | Rozhodčí: Adam Bloski Sirko Hunnius Čároví: Niko Jusi Shawn Oliver |
| 4 min                                                        | 4 min                                                        | Tresty                      | 6 min | Rozhodčí: Adam Bloski Sirko Hunnius Čároví: Niko Jusi Shawn Oliver |
| 20                                                           | 20                                                           | Střely                      | 39 | Rozhodčí: Adam Bloski Sirko Hunnius Čároví: Niko Jusi Shawn Oliver |

| 11. srpna 2022 0:00 | Lotyšsko | 2:5 (1:1, 0:3, 1:1) | Kanada | Rogers Place, Edmonton Návštěvnost: 2 779 |  |

| Report                                                                                              | |                             | |                                                                           |
| Patriks Berzins                                                                                     | Patriks Berzins                                                                                     | Brankáři                    | Sebastian Cossa | Rozhodčí: Riku Brander Kyle Kowalski Čároví: Kevin Briganti Andreas Hofer |
| 18:06' Rainers Darzins (bez asistence) 44:56'(PP1) Bogdans Hodass (Girts Silkalns, Klavs Veinbergs) | 18:06' Rainers Darzins (bez asistence) 44:56'(PP1) Bogdans Hodass (Girts Silkalns, Klavs Veinbergs) | 0:1 1:1 1:2 1:3 1:4 2:4 2:5 | 07:31' Connor Bedard (Donovan Sebrango, Mason McTavish) 31:23'(PP1) Lukas Cormier (Joshua Roy, Jack Thompson) 36:17'(PP1) Ollen Zellweger (Connor Bedard, Mason McTavish) 37:16' Ridly Greig (William Dufour) 54:44' William Dufour (Ridly Greig, Zack Ostapchuk) | Rozhodčí: Riku Brander Kyle Kowalski Čároví: Kevin Briganti Andreas Hofer |
| 8 min                                                                                               | 8 min                                                                                               | Tresty                      | 10 min | Rozhodčí: Riku Brander Kyle Kowalski Čároví: Kevin Briganti Andreas Hofer |
| 24                                                                                                  | 24                                                                                                  | Střely                      | 44 | Rozhodčí: Riku Brander Kyle Kowalski Čároví: Kevin Briganti Andreas Hofer |

| 11. srpna 2022 20:00 | Finsko | 4:3 SN (1:2, 1:0, 1:1 - 0:0) | Česko | Rogers Place, Edmonton Návštěvnost: 530 |  |

| Report | |                             | |                                                                       |
| Leevi Meriläinen | Leevi Meriläinen | Brankáři                    | Jan Bednář | Rozhodčí: Stephen Hiff Kyle Kowalski Čároví: Cody Huseby Brett Mackey |
| 16:28'(PP1) Roby Jarventie (Aleksi Heimosalmi, Joakim Kemell) 23:39' Kasper Puutio (Kasper Simontaival, Joni Jurmo) 50:24' Aatu Raty (Roni Hirvonen, Topi Niemela) Rozhodující nájezd: Kasper Simontaival | 16:28'(PP1) Roby Jarventie (Aleksi Heimosalmi, Joakim Kemell) 23:39' Kasper Puutio (Kasper Simontaival, Joni Jurmo) 50:24' Aatu Raty (Roni Hirvonen, Topi Niemela) Rozhodující nájezd: Kasper Simontaival | 0:1 0:2 1:2 2:2 3:2 3:3 4:3 | 06:36' Jaroslav Chmelař (bez asistence) 11:39'(PP1) Jiří Kulich (Jan Myšák) 52:38' Jan Myšák (Michal Gut, Jiří Kulich) | Rozhodčí: Stephen Hiff Kyle Kowalski Čároví: Cody Huseby Brett Mackey |
| 4 min | 4 min | Tresty                      | 8 min | Rozhodčí: Stephen Hiff Kyle Kowalski Čároví: Cody Huseby Brett Mackey |
| 32 | 32 | Střely                      | 26 | Rozhodčí: Stephen Hiff Kyle Kowalski Čároví: Cody Huseby Brett Mackey |

| 12. srpna 2022 0:00 | Slovensko | 1:11 (0:4, 1:4, 0:3) | Kanada | Rogers Place, Edmonton Návštěvnost: 3 216 |  |

| Report |

| 13. srpna 2022 0:00 | Slovensko | 3:2 SN (1:1, 1:1, 0:0 - 0:0) | Lotyšsko | Rogers Place, Edmonton Návštěvnost: 489 |  |

| Report |

| 14. srpna 2022 0:00 | Kanada | 5:1 (2:1, 2:0, 1:0) | Česko | Rogers Place, Edmonton Návštěvnost: 5 135 |  |

| Report |

| 14. srpna 2022 20:00 | Finsko | 9:3 (2:1, 4:1, 3:1) | Slovensko | Rogers Place, Edmonton Návštěvnost: 659 |  |

| Report |

| 15. srpna 2022 0:00 | Česko | 2:5 (1:2, 1:2, 0:1) | Lotyšsko | Rogers Place, Edmonton Návštěvnost: 493 |  |

| Report |

| 16. srpna 2022 0:00 | Kanada | 6:3 (4:2, 1:1, 1:0) | Finsko | Rogers Place, Edmonton |  |

| Report |

### Skupina B
Tabulka
| Poř. | Tým       | Z | V | VP | PP | P | VG | OG | B  |
| ---- | --------- | - | - | -- | -- | - | -- | -- | -- |
| 1.   | USA       | 4 | 4 | 0  | 0  | 0 | 22 | 4  | 12 |
| 2.   | Švédsko   | 4 | 3 | 0  | 0  | 1 | 15 | 7  | 9  |
| 3.   | Německo   | 4 | 2 | 0  | 0  | 2 | 10 | 13 | 6  |
| 4.   | Švýcarsko | 4 | 1 | 0  | 0  | 3 | 8  | 15 | 3  |
| 5.   | Rakousko  | 4 | 0 | 0  | 0  | 4 | 4  | 20 | 0  |

Zápasy skupiny B
| 10. srpna 2022 4:00 | USA | 5:1 (2:0, 3:0, 0:1) | Německo | Peavey Mart Centrium, Red Deer Návštěvnost: 829 |  |

| Report | |                         |                                                                |                                                                     |
| Kaidan Mbereko | Kaidan Mbereko | Brankáři                | Nikita Quapp                                                   | Rozhodčí: Riku Brander Stephen Hiff Čároví: Brett Mackey Josef Špůr |
| 13:39' Luke Hughes (Landon Slaggert, Thomas Bordeleau) 18:01'(PP1) Logan Cooley (Matthew Coronato, Jack Peart) 21:21' Landon Slaggert (Luke Hughes, Carter Mazur) 21:57' Red Savage (Riley Duran, Sasha Pastujov) 39:00' Riley Duran (Sasha Pastujov, Dominic James) | 13:39' Luke Hughes (Landon Slaggert, Thomas Bordeleau) 18:01'(PP1) Logan Cooley (Matthew Coronato, Jack Peart) 21:21' Landon Slaggert (Luke Hughes, Carter Mazur) 21:57' Red Savage (Riley Duran, Sasha Pastujov) 39:00' Riley Duran (Sasha Pastujov, Dominic James) | 1:0 2:0 3:0 4:0 5:0 5:1 | 53:12'(PP1) Joshua Samanski (Maksymilian Szuber, Nikita Quapp) | Rozhodčí: Riku Brander Stephen Hiff Čároví: Brett Mackey Josef Špůr |
| 2 min | 2 min | Tresty                  | 29 min                                                         | Rozhodčí: Riku Brander Stephen Hiff Čároví: Brett Mackey Josef Špůr |
| 50 | 50 | Střely                  | 11                                                             | Rozhodčí: Riku Brander Stephen Hiff Čároví: Brett Mackey Josef Špůr |

| 10. srpna 2022 20:00 | Švédsko | 3:2 (0:0, 1:0, 2:2) | Švýcarsko | Peavey Mart Centrium, Red Deer |  |

| Report | |                     |                                                                                             |                                                                        |
| Jesper Wallstedt | Jesper Wallstedt | Brankáři            | Noah Patenaude                                                                              | Rozhodčí: Sean Fernandez Robert Hennessey Čároví: Chad Huseby John Rey |
| 36:55' Daniel Torgersson (Simon Edvinsson, Helge Grans) 40:24' Daniel Torgersson (Theodor Niederbach) 40:34' Isak Rosen (Daniel Ljungman, Fabian Lysell) | 36:55' Daniel Torgersson (Simon Edvinsson, Helge Grans) 40:24' Daniel Torgersson (Theodor Niederbach) 40:34' Isak Rosen (Daniel Ljungman, Fabian Lysell) | 1:0 2:0 3:0 3:1 3:2 | 48:47' Attilio Biasca (Joel Henry, Arno Nusebaumer) 49:47' Dario Allenspach (Joshua Fahrni) | Rozhodčí: Sean Fernandez Robert Hennessey Čároví: Chad Huseby John Rey |
| 33 min | 33 min | Tresty              | 4 min                                                                                       | Rozhodčí: Sean Fernandez Robert Hennessey Čároví: Chad Huseby John Rey |
| 29 | 29 | Střely              | 23                                                                                          | Rozhodčí: Sean Fernandez Robert Hennessey Čároví: Chad Huseby John Rey |

| 11. srpna 2022 4:00 | Německo | 4:2 (1:1, 3:1, 0:0) | Rakousko | Peavey Mart Centrium, Red Deer |  |

| Report                            |                                   |                         |                                   |  |
| Bugl Florian                      | Bugl Florian                      | Brankáři                | Wraneschitz Sebastian             |  |
| 08:00' Eham Josef Blank Alexander | 08:00' Eham Josef Blank Alexander | 0:1 1:1 1:2 2:2 3:2 4:2 | 02:45' Peeters Senna Dobnig Jonas |  |

| 12. srpna 2022 4:00 | Švýcarsko | 1:7 (0:0, 1:5, 0:2) | USA | Peavey Mart Centrium, Red Deer |  |

| Report |

| 12. srpna 2022 20:00 | Rakousko | 0:6 (0:1, 0:3, 0:2) | Švédsko | Peavey Mart Centrium, Red Deer |  |

| Report |

| 13. srpna 2022 20:00 | Rakousko | 0:7 (0:4, 0:2, 0:1) | USA | Peavey Mart Centrium, Red Deer |  |

| Report |

| 14. srpna 2022 4:00 | Německo | 3:2 (2:1, 1:0, 0:1) | Švýcarsko | Peavey Mart Centrium, Red Deer |  |

| Report |

| 15. srpna 2022 4:00 | USA | 3:2 (1:0, 1:0, 1:2) | Švédsko | Peavey Mart Centrium, Red Deer |  |

| Report |

| 15. srpna 2022 20:00 | Švýcarsko | 3:2 (1:1, 1:1, 1:0) | Rakousko | Peavey Mart Centrium, Red Deer |  |

| Report |

| 16. srpna 2022 4:00 | Švédsko | 4:2 (3:1, 0:0, 1:1) | Německo | Peavey Mart Centrium, Red Deer |  |

|  |  |  |  |  |  |

## Play-off

### Rozřazení do semifinále
Vítězné týmy budou do semifinále rozřazeny dle následujících kritérií:
1. Lepší umístění ve skupině
2. Vyšší počet bodů
3. Lepší brankový rozdíl
4. Vyšší počet vstřelených branek
5. Lepší nasazení do turnaje (konečné umístění na Mistrovství světa juniorů v ledním hokeji 2021)

| Pořadí | Tým       | Skupina | Umístění | Body | GR  | VG | Nasazení do turnaje |
| ------ | --------- | ------- | -------- | ---- | --- | -- | ------------------- |
| 1      | Kanada    | A       | 1        | 12   | +20 | 27 | 2                   |
| 2      | USA       | B       | 1        | 12   | +18 | 22 | 1                   |
| 3      | Švédsko   | B       | 2        | 9    | +8  | 15 | 5                   |
| 4      | Finsko    | A       | 2        | 8    | +9  | 22 | 3                   |
| 5      | Německo   | B       | 3        | 6    | –3  | 10 | 6                   |
| 6      | Lotyšsko  | A       | 3        | 4    | −6  | 10 | 12                  |
| 7      | Česko     | A       | 4        | 4    | −7  | 11 | 7                   |
| 8      | Švýcarsko | B       | 4        | 3    | −7  | 8  | 9                   |

### Pavouk
|  | Čtvrtfinále 1 |               |               |  |      |              |              |              |  |               |               |               |   |
|  | A1            | Kanada        | 6             |  |      |              |              |              |  |               |               |               |   |
|  | B4            | Švýcarsko     | 3             |  |      | Semifinále 1 | Semifinále 1 | Semifinále 1 |  |               |               |               |   |
|  |               |               |               |  |      | ČTF1         | Finsko       | 1            |  |               |               |               |   |
|  | Čtvrtfinále 2 | Čtvrtfinále 2 | Čtvrtfinále 2 |  | ČTF2 | Švédsko      | 0            |              |  |               |               |               |   |
|  | B2            | Švédsko       | 2             |  |      |              |              |              |  |               |               |               |   |
|  | A3            | Lotyšsko      | 1             |  |      |              |              |              |  | Finále        | Finále        | Finále        |   |
|  |               |               |               |  |      |              |              |              |  |               | SF1           | Finsko        | 2 |
|  | Čtvrtfinále 3 | Čtvrtfinále 3 | Čtvrtfinále 3 |  |      |              |              |              |  |               | SF2           | Kanada        | 3 |
|  | B1            | USA           | 2             |  |      |              |              |              |  |               |               |               |   |
|  | A4            | Česko         | 4             |  |      | Semifinále 2 | Semifinále 2 | Semifinále 2 |  | Zápas o bronz | Zápas o bronz | Zápas o bronz |   |
|  |               |               |               |  |      | ČTF3         | Kanada       | 5            |  | SF1           | Švédsko       | 3             |   |
|  | Čtvrtfinále 4 | Čtvrtfinále 4 | Čtvrtfinále 4 |  | ČTF4 | Česko        | 2            |              |  | SF2           | Česko         | 1             |   |
|  | A2            | Finsko        | 5             |  |      |              |              |              |  |               |               |               |   |
|  | B3            | Německo       | 2             |  |      |              |              |              |  |               |               |               |   |

Všechny časy zápasů jsou uvedeny ve středoevropském letním čase (UTC+02).

### Čtvrtfinále
| 17. srpna 2022 18:00 | Finsko | 5:2 (3:1, 0:1, 2:0) | Německo | Rogers Place, Edmonton |  |

| Report |

| 17. srpna 2022 21:30 | Švédsko | 2:1 (1:0, 0:1, 1:0) | Lotyšsko | Rogers Place, Edmonton |  |

| Report |

| 18. srpna 2022 1:00 | Kanada | 6:3 (4:2, 1:1, 1:0) | Švýcarsko | Rogers Place, Edmonton |  |

| Report |

| 18. srpna 2022 4:30 | USA | 2:4 (1:1, 0:2, 1:1) | Česko | Rogers Place, Edmonton |  |

| Report | |                         | |  |
| Kaidan Mbereko                                                                                             | Kaidan Mbereko                                                                                             | Brankáři                | Tomáš Suchánek |  |
| 12:03' Logan Cooley, (Mathew Coronato, Matt Knies) 51:31' Carter Mazur (Landon Slaggert, Thomas Bordeleau) | 12:03' Logan Cooley, (Mathew Coronato, Matt Knies) 51:31' Carter Mazur (Landon Slaggert, Thomas Bordeleau) | 1:0 1:1 1:2 1:3 2:3 2:4 | 17:55' Jan Myšák (Jiří Ticháček, Jiří Kulich) 27:31' Petr Hauser (Ivan Ivan, David Jiříček) 30:45' Matyáš Sapovaliv (Jiří Kulich,Tomáš Hamara) 58:28' Jiří Kulich |  |

### Semifinále
| 19. srpna 2022 22:00 | Kanada | 5:2 (2:0, 2:0, 1:2) | Česko | Rogers Place, Edmonton |  |

| Report | |                             |                                                                                                   |  |
| Dylan Garand | Dylan Garand | Brankáři                    | Tomáš Suchánek, Pavel Čajan                                                                       |  |
| 10:04' Kent Johnson, (Logan Stankoven, Tyson Foester) 15:20' Connor Bedard, (Nathan Gaucher, Will Cuylle) 31:28' Logan Stankoven, (Kent Johnson, Oler Zellweger) 36:11' Mason McTavish, (Kent Johnson, Oler Zellweger) 54:26' Joshua Roy, (Oler Zellweger, William Dufour) | 10:04' Kent Johnson, (Logan Stankoven, Tyson Foester) 15:20' Connor Bedard, (Nathan Gaucher, Will Cuylle) 31:28' Logan Stankoven, (Kent Johnson, Oler Zellweger) 36:11' Mason McTavish, (Kent Johnson, Oler Zellweger) 54:26' Joshua Roy, (Oler Zellweger, William Dufour) | 1:0 2:0 3:0 4:0 4:1 4:2 5:2 | 50:54' Jan Myšák, (Jiří Kulich, Stanislav Svozil) 52:44' Michal Gut, (David Jiříček, Jiří Kulich) |  |

| 20. srpna 2022 2:00 | Švédsko | 0:1 (0:0, 0:1, 0:0) | Finsko | Rogers Place, Edmonton |  |

| Report |

### Zápas o 3. místo
| 20. srpna 2022 22:00 | Švédsko | 3:1 (1:0, 1:1, 1:0) | Česko | Rogers Place, Edmonton |  |

| Report | |                 |                                               |  |
| Jesper Wallstedt | Jesper Wallstedt | Brankáři        | Tomáš Suchánek                                |  |
| 14:22' Fabian Lysell, (Helge Grans, Ake Stakkestad) 35:19' Isak Rosen, (Theodor Niederbach) 56:34' Linus Sjodin, (William Wallinder) | 14:22' Fabian Lysell, (Helge Grans, Ake Stakkestad) 35:19' Isak Rosen, (Theodor Niederbach) 56:34' Linus Sjodin, (William Wallinder) | 1:0 1:1 2:1 3:1 | 23:30' Michal Gut, (Jan Myšák, David Jiříček) |  |

### Finále
| 21. srpna 2022 2:00 | Finsko | 2:3 PP (1:0, 1:0, 0:2 - 1:0) | Kanada | Rogers Place, Edmonton |  |

| Report |